# Nikolaus Herbet
Nikolaus Herbert (20 maart 1889 - sterfdatum onbekend) was een Duitse SS-officier en de tweede en laatste commandant van het concentratiekamp van Warschau. Hij was commandant van september 1943 tot juli 1944, hij volgde Wilhelm Göcke op.

## Leven
Herbert ging bij de SS in maart 1927 (nr. 2 394) en bracht het tot de rang van SS-Untersturmführer op 20 april 1934. In april 1927 sloot hij zich aan bij de NSDAP (nr. 68 494) en werd tewerkgesteld in een partijuitgeverij in Dresden. Op 9 november 1935 werd hij bevorderd tot SS-Obersturmführer. Op 11 september 1938 behaalde hij de rang van SS-Hauptsturmführer. Na het uitbreken van de Tweede Wereldoorlog in 1940 werd hij aangesteld als lid van de Waffen-SS in het concentratiekamp van Mauthausen-Gusen. Van september '43 tot juli '44 was hij commandant van het concentratiekamp van Warschau.

## Gevangenschap
Herbert werd samen met de Schutzhaftlagerführer en de Kapo van het concentratiekamp van Warschau gearresteerd voor een corruptieschandaal in 1944. Ze werden beschuldigd van het stelen van waardevolle voorwerpen van gevangenen. Alle drie werden in het concentratiekamp van Sachsenhausen opgesloten. Herbert werd kort daarna weer vrijgelaten en ging terug in dienst in het concentratiekamp.

## Onderscheiding
- SS-Ehrenring[1]